# SEAT Ibiza I
El SEAT Ibiza I es un automóvil de turismo del segmento B, esta primera generación fue producida desde 1984 hasta 1993 por el fabricante de automóviles español SEAT.
Fue presentado en el Salón del Automóvil de París de 1984, y fue el primer automóvil de SEAT como empresa independiente, aunque contó con la colaboración de otras empresas como Italdesign, Karmann y Porsche.

## Primera generación ( 1984-1993 )

### Diseño y desarrollo
Su diseño era obra de Giorgetto Giugiaro, que aprovechó un proyecto diseñado por él mismo para la segunda generación del Volkswagen Golf, pero que fue rechazado por Volkswagen. SEAT continuó con su desarrollo, conocido al principio como proyecto S1. Esto supuso un ahorro en desarrollo que, dada la mala situación económica de la empresa en aquel momento, fue muy importante. Colaboraron también las empresas alemanas Karmann  ( en la industrialización de la carrocería y su desarrollo )  y Porsche ( en el desarrollo de nuevos motores para la marca ). El automóvil se vendió bien en España y en el extranjero por su habitabilidad y bajo precio, pero penalizado por su baja calidad de acabado.

### Vida Comercial
Presentado en el Salón del Automóvil de París de 1984, el primer Ibiza (nombre en código 021A) entró en producción en las líneas de montaje de la 'Zona Franca' el 27 de abril de 1984 y resultó ser un éxito para el fabricante español, ya que vendió 1.342.001 unidades antes del lanzamiento del Ibiza de segunda generación en 1993. El éxito de ventas del Ibiza proporcionó a la marca SEAT una plataforma sobre la cual construir, ya que buscaba aumentar las ventas en los años siguientes.
El primer Ibiza ( modelo 021A ) venía a sustituir al SEAT Fura aunque se diseñó sobre la plataforma del SEAT Ronda, que a su vez la tomaba del SEAT Ritmo, el cual tenía su homólogo en origen el Fiat Ritmo. Esto marcó el diseño en dos sentidos: en su habitabilidad, siendo amplio en su segmento al tomar su plataforma de un vehículo del segmento C, y en su peso, muy por encima de la media, lo que siempre le penalizó en consumos y en la dureza de su dirección. A pesar de los inconvenientes, contaba con un buen equipamiento opcional como el cierre centralizado, elevalunas eléctricos y el techo solar, dándole una buena imagen al modelo en comparación con otros competidores de la época, además de una buena relación calidad - precio.
En el último trimestre del año 1986 llega la introducción de la versión cinco puertas, ya que en un principio se empezó a vender solo en tres puertas.
El Ibiza fue rediseñado levemente a la mitad de su vida comercial, siendo en otoño de 1988 su presentación oficial a los medios y al gran público , actualizando toda la gama y denominándola comercialmente como SEAT Ibiza II ( no confundir con la segunda generación ), renovando ligeramente su aspecto ; en concreto, el cambio más destacable con esta pequeña renovación fue el nuevo salpicadero, ya con palancas ( con procedencia VW ) y eliminando los famosos y originales satélites de la primera generación, la nueva calandra en color de la carrocería similar a la del acabado SXI, pero con ciertas modificaciones para albergar el nuevo logo, y nuevas tapicerías y acabados interiores.

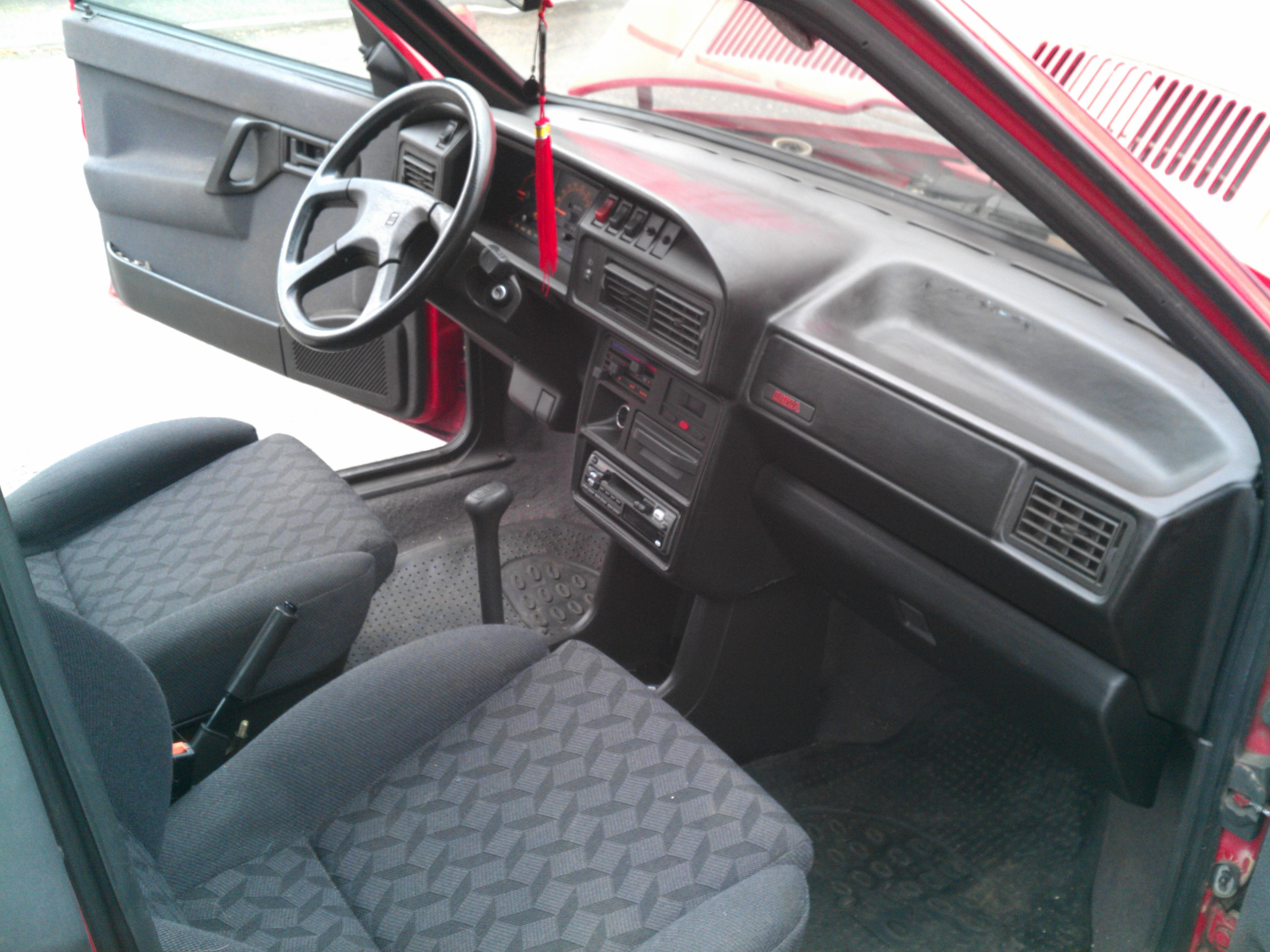
Interior del SEAT Ibiza New Style, donde se puede ver los cambios recibidos en el salpicadero.

Ya en 1991, cuando SEAT ya forma parte del Grupo Volkswagen, sufrió un rediseño más profundamente el cual se denominó SEAT Ibiza New Style o New Look en otros países.

##### Ediciones especiales de la gama '84

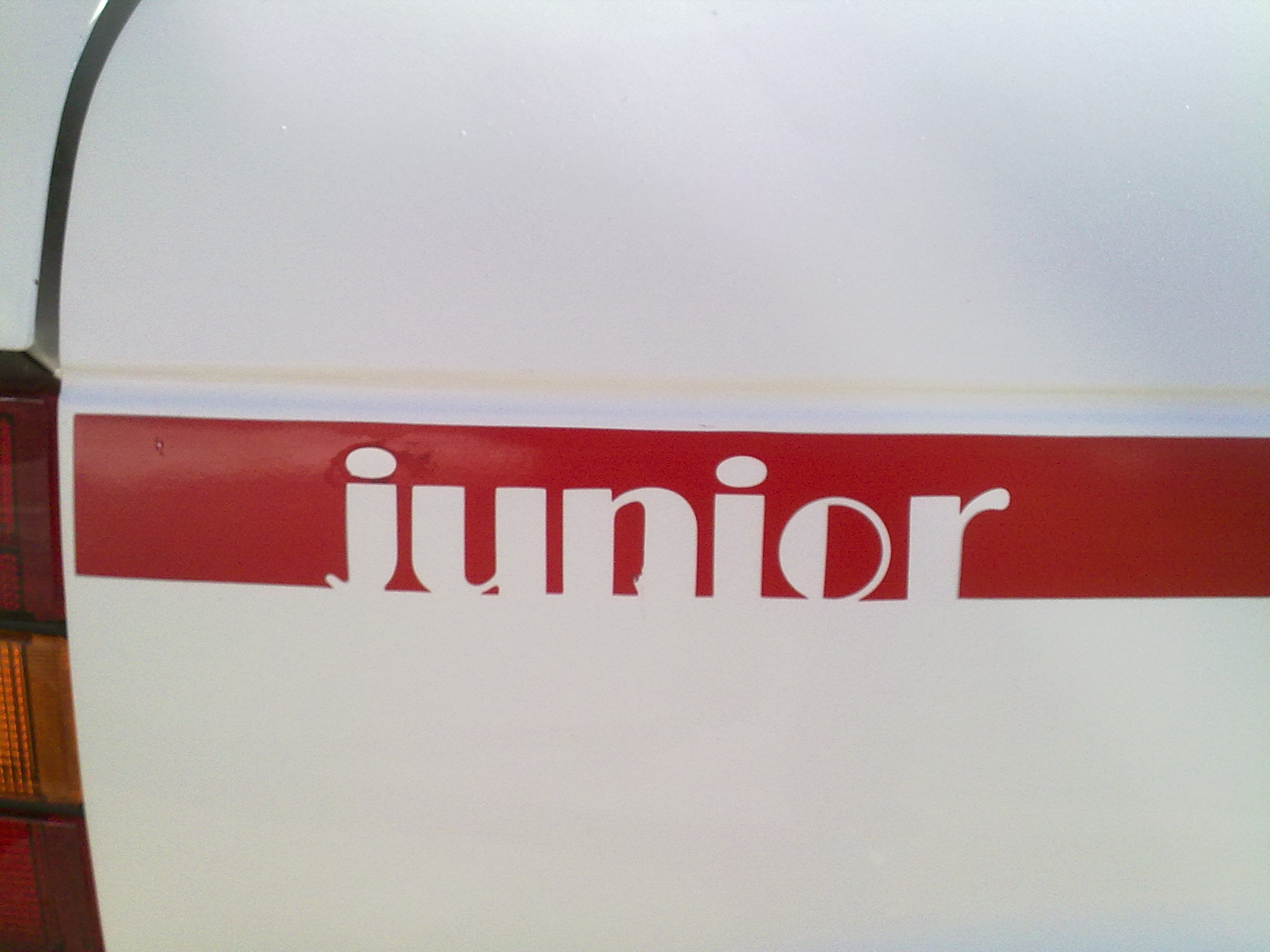
SEAT Ibiza Junior Logotipo

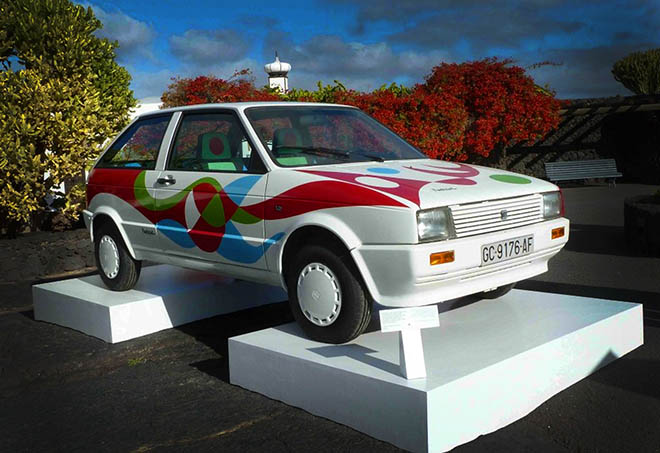
SEAT Ibiza Manrique

### Motorizaciones
Para esta primera generación se desarrolló, con la colaboración de Porsche, el motor de gasolina Sigma/System Porsche con  dos cilindradas: una de 1.2 c.c. con carburador monocuerpo Pierburg y otro de 1,5 litros  con carburador Weber de doble cuerpo de 63 y 85 CV (más tarde pasaría a tener 90 CV ) respectivamente. También habría un diésel de 1.7 litros y 55 CV de origen Fiat. En 1988 se añadió un motor de 1.5 litros con inyección electrónica Bosch Jetronic de 100 CV (montados en los Ibiza SXI e Injection) y un motor más económico de 903 cc y 44 CV, el último de origen Fiat, usado por primera vez en el SEAT 850 Sport Spider, posteriormente en el 127, en los Panda Marbella y en los SEAT Marbella.
Al final de su vida comercial se ofreció un 1.7 inyección de 105 CV, la última evolución del System Porsche , pensado para compensar la pérdida de potencia que supondría la utilización de catalizador.

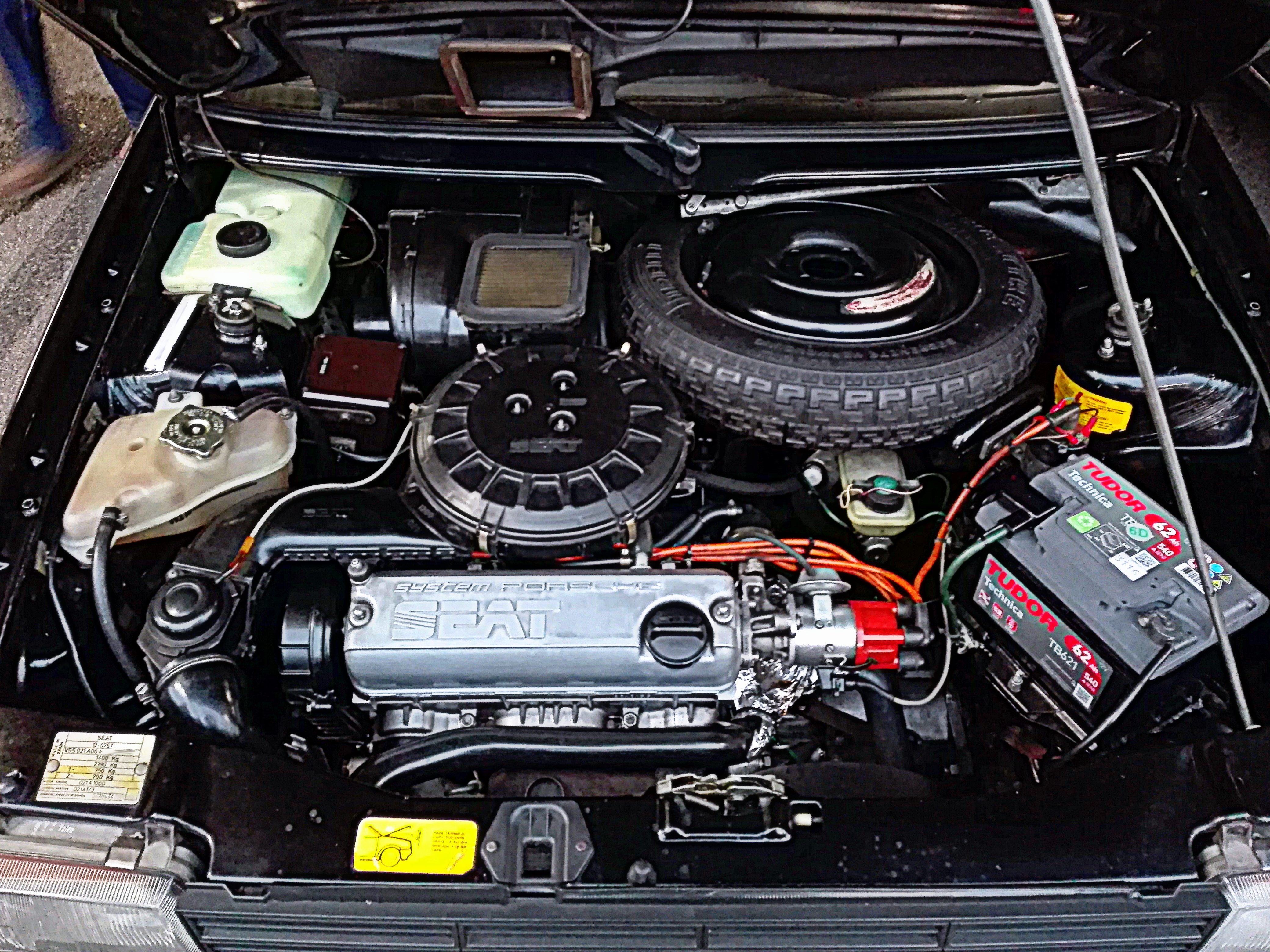
SEAT Ibiza con el motor 1.2 System Porsche

### Acabados

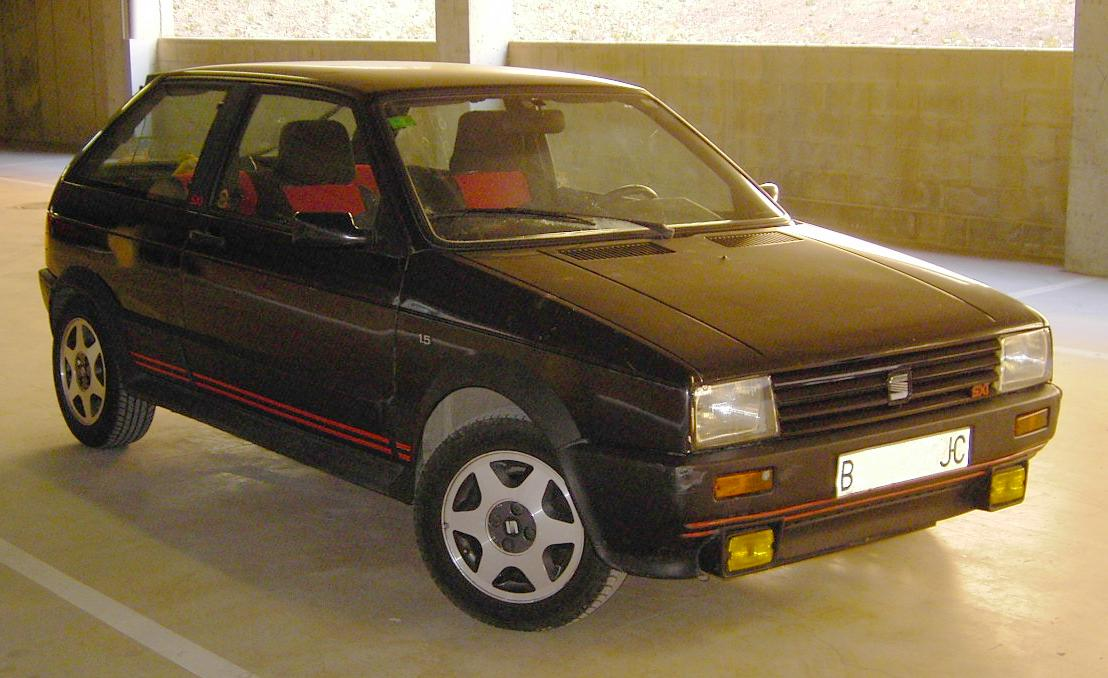
SEAT Ibiza SXI

#### Gama 1984 - 1988
Sus acabados eran en un principio tres, hasta la aparición del SXI en enero del año 1988, además de contar con diversas versiones. La gama de acabados sería la siguiente:
- L/LD : Básico de gama.

- GL/GLD : Medio de gama.

- GLX : Alto de gama.

- SXI : Acabado deportivo con el motor de 1.5 litros y 100 CV alimentado por inyección electrónica Bosch LE-2 Jetronic, suspensiones con un tarado más duro y discos delanteros ventilados. Exteriormente se identifica con el logotipo SXI y unas líneas rojas, llantas de aleación y faros antiniebla. Disponía también de una tapicería específica. Fue presentado en el Salón de París de 1984, pero no se llegaría a comercializar hasta 1988.[14][15]

#### Gama 1988 - 1991 ( Ibiza II )

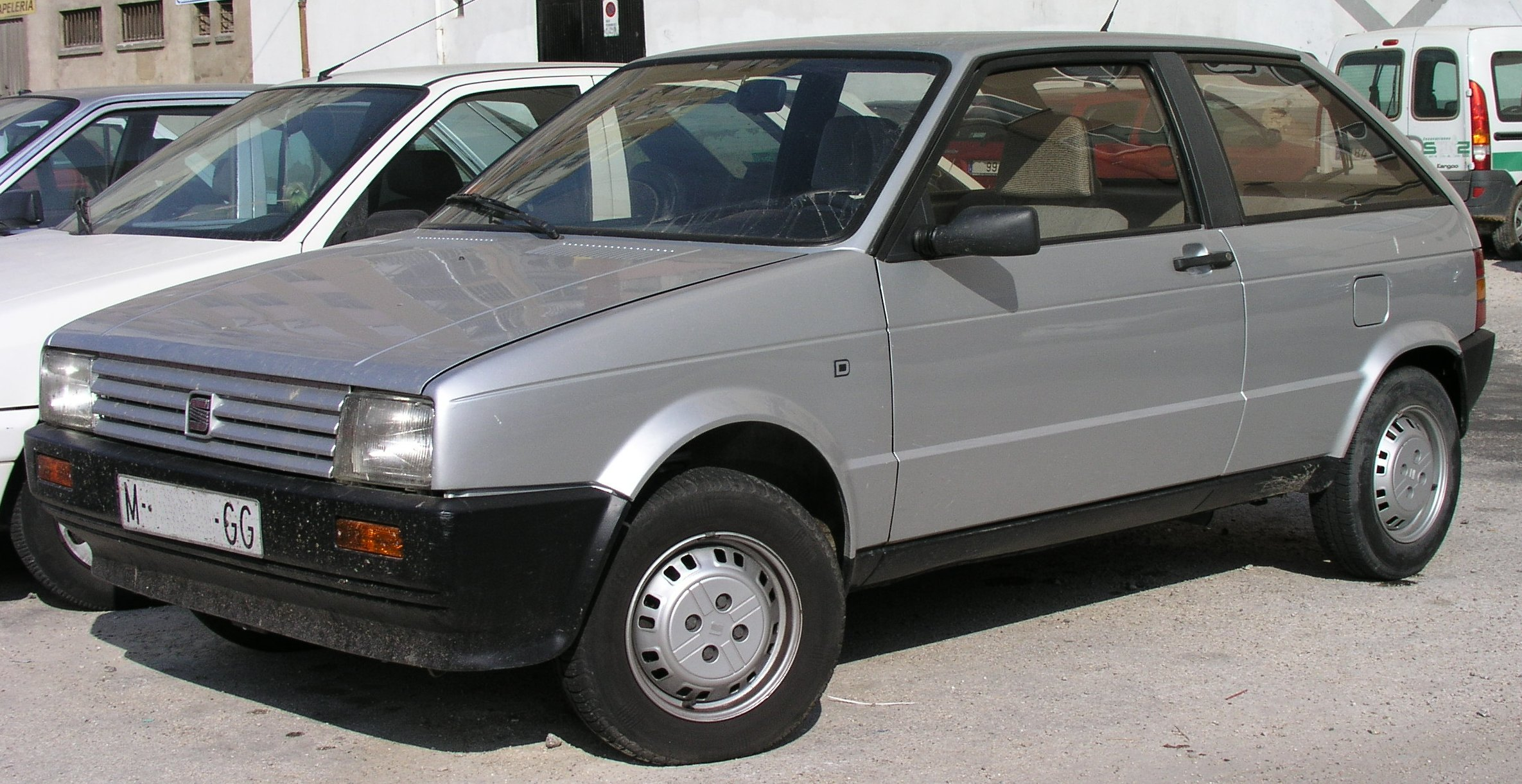
SEAT Ibiza II, con la nueva calandra en color carrocería y motorización diésel, del año 1988

En el Salón de París de 1988 se presentó un pequeño rediseño del Ibiza, con muy ligeros cambios que se comercializó antes de finalizar el año. La estructura de los acabados en esta actualización del modelo sufren unas pequeñas variaciones:
- XL: nuevo acabado de inicio de gama que sustituye a los L/ LD.

- Los demás acabados se mantienen : GL / GLD, GLX y SXI con las ligeras actualizaciones.[20]

##### Ediciones especiales del Ibiza II

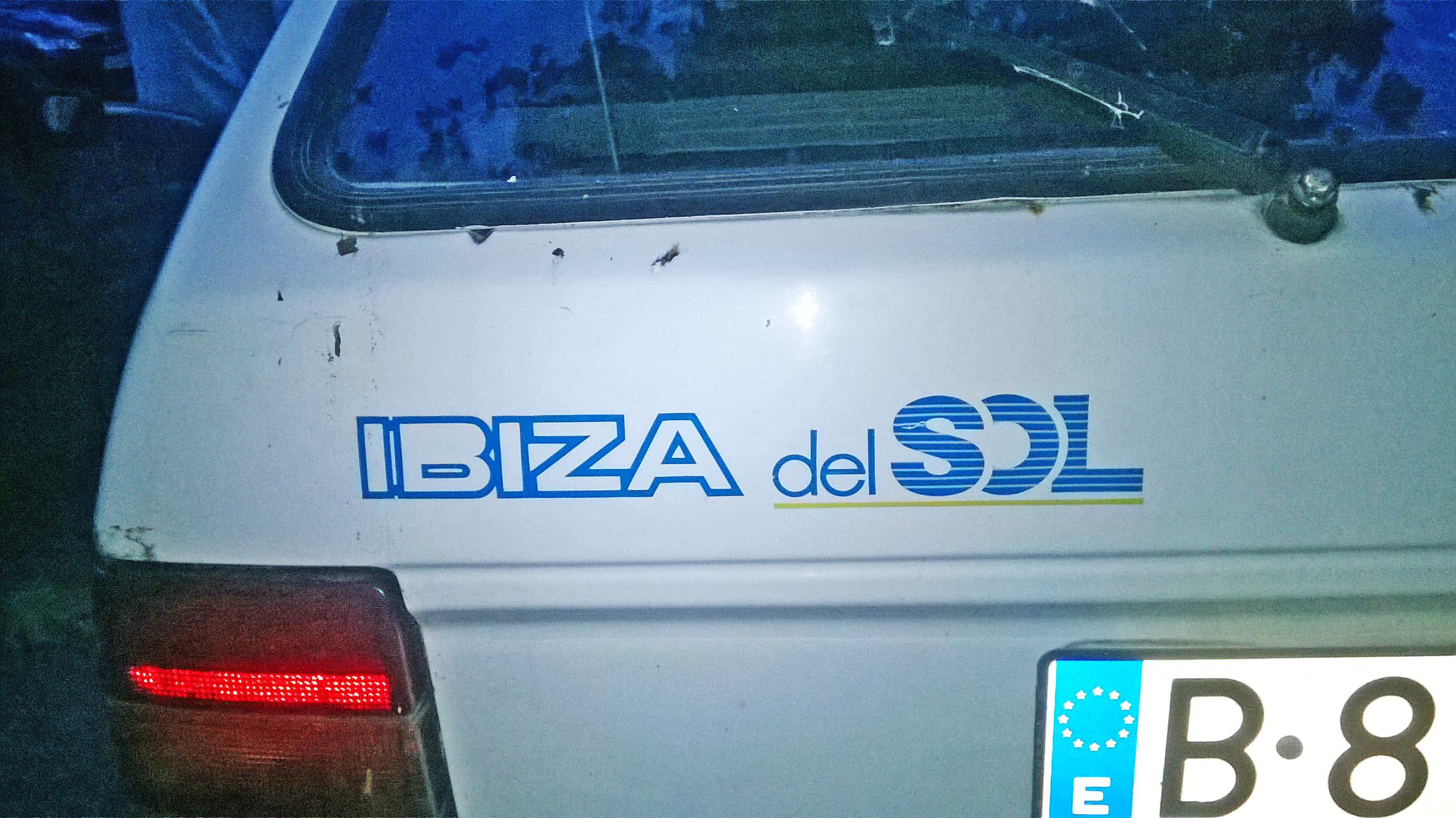
SEAT Ibiza Del Sol 1989 Logotipo

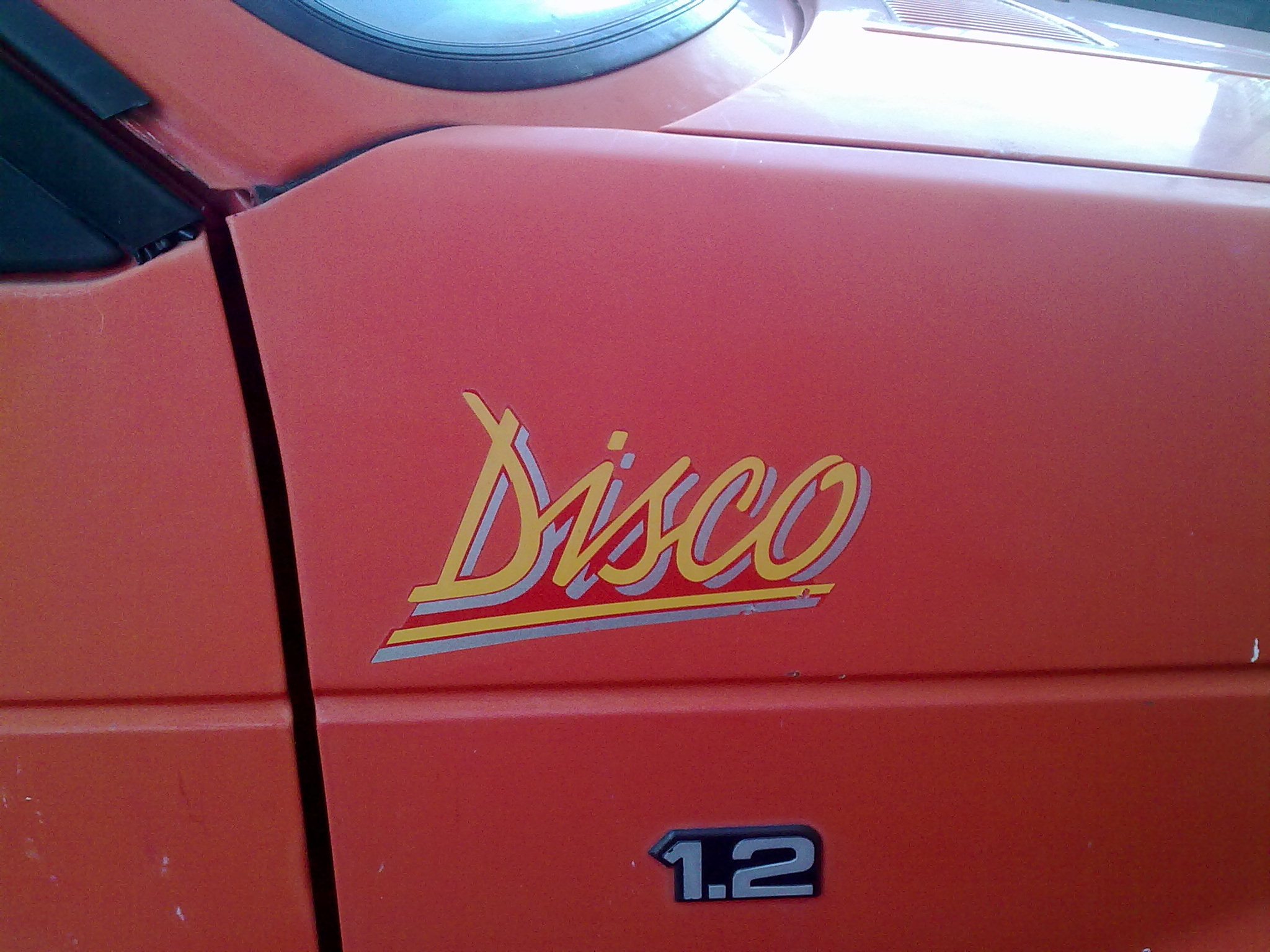
Logotipo de la versión especial " Disco ".

#### Gama 1991 - 1993 ( New Style )
En marzo de 1991, ya con SEAT bajo control del Grupo Volkswagen, se produjo en el Ibiza otra pequeña remodelación. Se presentó en el Salón del Automóvil de Barcelona, y se denominó Ibiza New Style, siendo producido hasta 1993, año en que se presentó el Ibiza MK2 ( segunda generación ).
Los principales cambios eran en el exterior y en su mecánica ; el cambio más importante fue el nuevo frontal, más redondeado y aerodinámico, con nuevos paragolpes y spoiler inferior. También se mejoró la dirección, para conseguir una mejor suavidad de accionamiento, pero aún seguía siendo dura y pesada de manejar, especialmente en ciudad. Lo que si mejoró considerablemente fue la insonorización.
Los acabados en el New Style eran los siguientes: SP, CLX / CLX+, GLX / GLX+, SX, SXi / SXi+.

##### Ediciones especiales del New Style

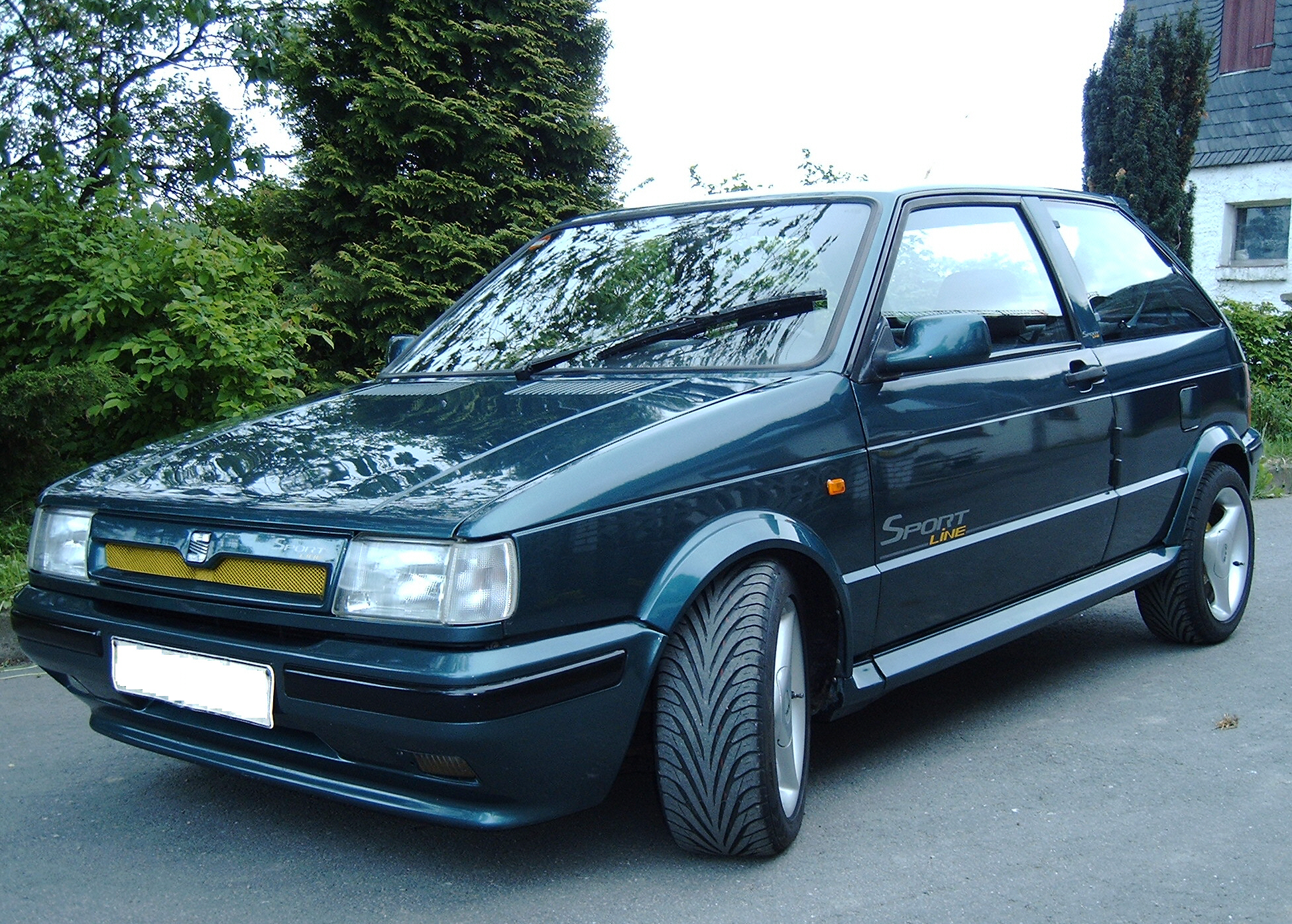
SEAT Ibiza Sport Line

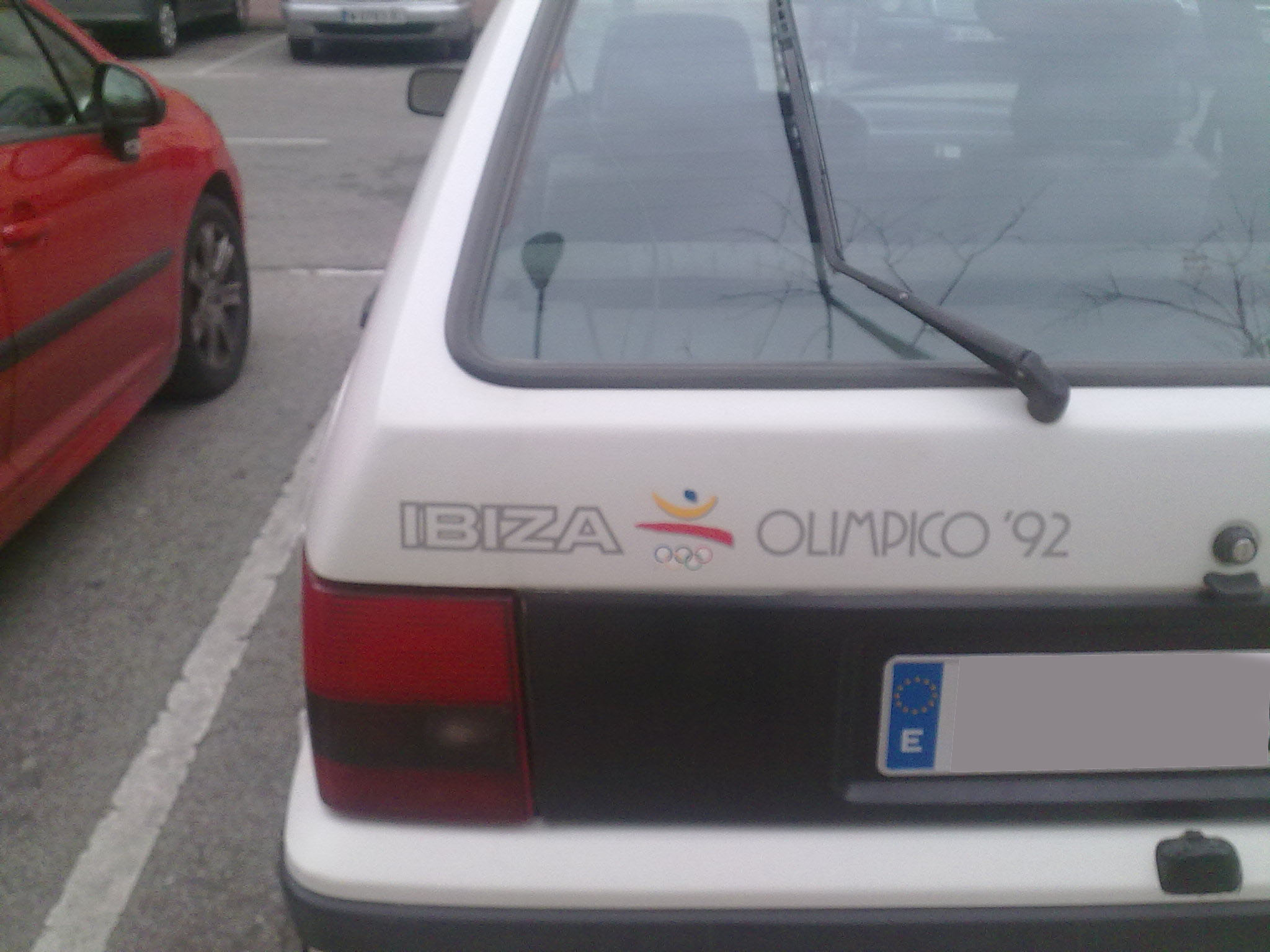
SEAT Ibiza Olímpico 92 logotipo

### Prototipos
- Cabriolet

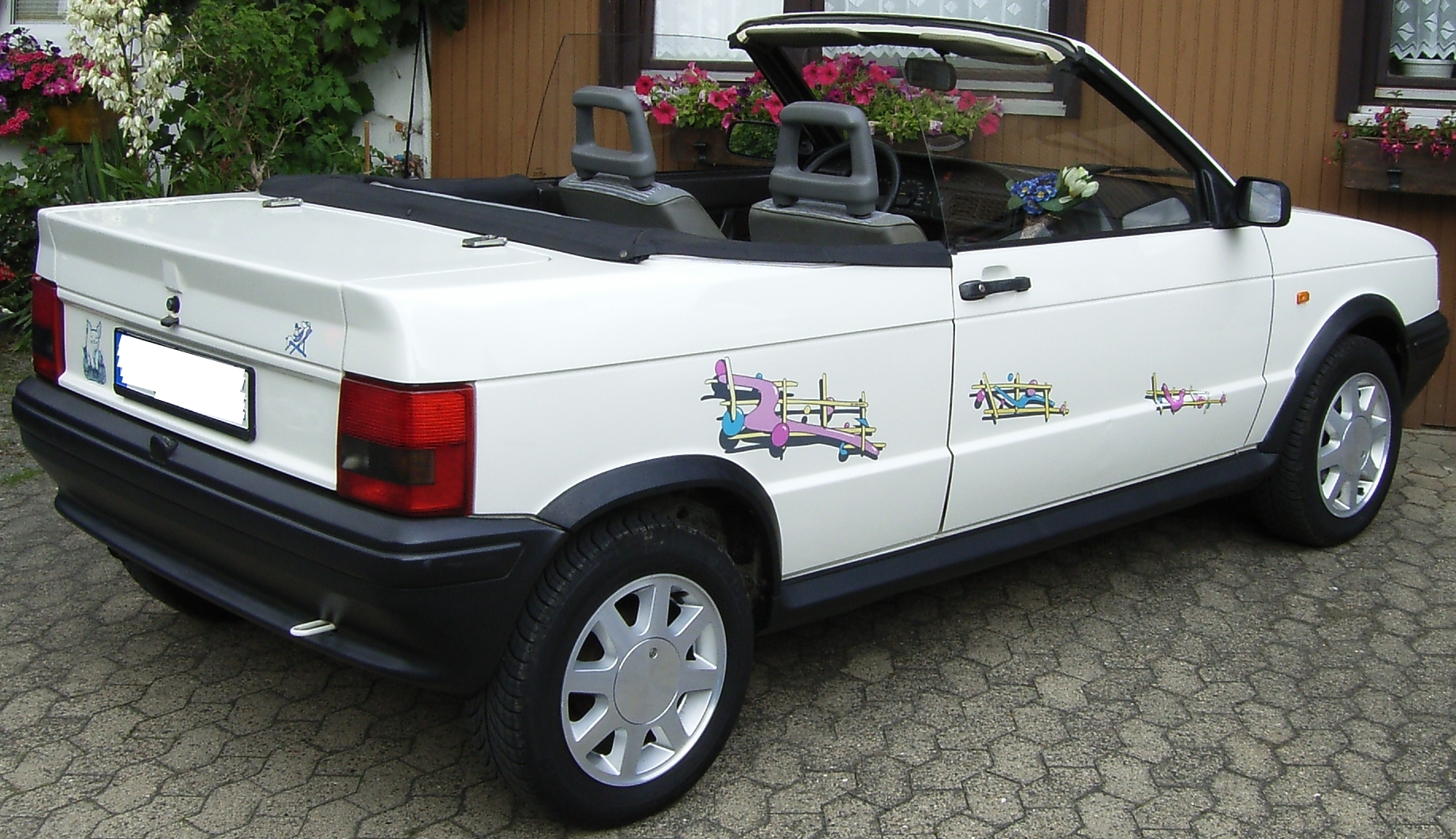
Ibiza Cabrio, una preparación de procedencia alemana bajo la firma Bieber Cabrio Borken.

Este proyecto tuvo bastantes diseños : el primer prototipo fue el Ibiza Cabriolet de Proto Design, diseñado por Elías Bacoulas. Se presentó en 1986 en Grecia, y su color de carrocería era negro. La idea era ponerlo a la venta al año siguiente ; después, le llegaría el turno al prototipo de ASC presentado en el Salón de Barcelona de 1987, con base de Ibiza I ( salpicadero primigenio, parrilla multi-láminas, llantas y carrocería en rojo ). Más tarde, surge un tercer prototipo elaborado por Italdesign en 1989, en color rojo y con parachoques negros. Por último, en 1991, apareció un cuarto prototipo con base de New Style en color blanco.
En Alemania existió el Ibiza Cabrio, pero era una preparación pedida por encargo que realizaba la firma Bieber Cabrio Borken.
- Raider

Era un prototipo que Francisco Podadera realizó sobre el Ibiza para SEAT. El proyecto se denominó Ibiza Coupé, con faros delanteros escamoteables y maletero independiente. Finalmente el prototipo se bautizo como Ibiza Raider, pero fue desestimado por Volkswagen y Francisco Podadera decidió montar su propia empresa y acometer su construcción en Motril y comercialización en concesionarios propios y oficiales de SEAT llamando al modelo Aníbal Podadera. Se especula que el motivo de esta decisión fuera que Volkswagen deseaba imprimir a SEAT un carácter de vehículos de bajo coste, en el que no había espacio para un deportivo. Se fabricaron 52 unidades. La empresa dejó de fabricarlo en 1992 por problemas económicos y éste desapareció. Constó de dos versiones : el denominado F90, con el motor '1.5 de 90 CV de carburación, y  el F100 con el 1.5 de 100 CV inyección del SXI ( motores System Porsche ). El 90% de las piezas eran compartidas con el modelo de serie, a excepción de la carrocería que estaba compuesta de resina epoxi, reforzada con fibra de vidrio y Kevlar, y disponía de una barra antivuelco detrás de las plazas delanteras para reforzar la carrocería .
- Ibiza Príncipe Felipe

Se considera como un prototipo, actualmente restaurado y parte de la colección de SEAT en su nave A-122 de modelos históricos. Esta unidad fue un encargo a SEAT por parte del Rey Juan Carlos I para regalar a su hijo, el príncipe Felipe, en 1986. El modelo, aunque tomada la base del acabado GLX, fue incorporando equipamiento del SXi pero modificándolo aún más, pues esta unidad única incorpora inyección y aire acondicionado, extras que no llegarían a la producción hasta dos años después, a la par de detalles exclusivos. El exterior de la carrocería estaba pintado en color dorado , con los parachoques totalmente negros. El parachoques delantero incorporaba los faros antiniebla, que más tarde montaría la versión de producción en el acabado SXI ( 1988 ), y con parte del kit de carrocería Bolero de la marca DSD, del que se incluyeron las aletas traseras ensanchadas, los faldones laterales y el alerón trasero, además de incluir en el portón una moldura decorativa . El interior contaba con asientos Recaro exclusivos, hechos a medida.
- Olímpico Concept

Se habían utilizado SEAT Ibiza decorados para promocionar la candidatura de Barcelona a los Juegos Olímpicos de 1992, concedido por el Comité Olímpico el 17 de octubre de 1986. Hasta que en 1989 se presenta lo que sería el Ibiza Olímpico Concept, desarrollado sobre la base del SXI en un color blanco con las líneas de los paragolpes en color azul en vez de roja como era habitual en la edición SXI además de integrar logotipos de las olimpiadas, mientras que el interior esta tapizado en tela azul y amarilla con la moqueta del suelo en verde, mientras que la motorización era el 1.5 de 100cv. Aparte se utilizarían posteriormente varios modelos pre serie con decorado olímpico para promocionar diferentes eventos. El modelo se pretendía lanzar como edición especial en 1992. Bajo la carrocería de New Style llegaría la Serie olímpica promocional y la edición especial Olímpico 92.
- Marathon

Fue un proyecto para desarrollar con la carrocería del Ibiza un vehículo de competición para participar en el París-Dakar. Pasaría a usar un motor V8 de Audi, potenciado a los 300 CV. Al final quedaría como un prototipo. ya que el proyecto se suspendió y paso a desarrollarse sobre un vehículo más moderno; el SEAT Toledo que dio lugar al Toledo Marathon.
- 4 Puertas

Fue un proyecto en el cual se desarrolló un Ibiza Sedan en 1987, el cual quedaría solo en la fase de maquetación, dado que el hueco que tendría en el mercado sería el mismo que el de su hermano SEAT Málaga , a la par de un parecido elevado aunque de menores dimensiones.
- Pick - Up

Emelba diseñó una versión pick-up del SEAT Ibiza, siendo este uno de sus últimos proyectos. Solo se hizo un prototipo, que fue presentado en 1986. La parte trasera era de fibra de vidrio para evitar oxidaciones, golpes y facilitar su limpieza. También tenía unas barras de metal. La suspensión trasera estaba reforzada para aguantar más peso que la del SEAT Ibiza. Tenía como opción un toldo de lona para cubrir la parte trasera. La mecánica y las opciones eran las mismas que las de los Ibiza normales.

#### Derivados
- Emelba 7

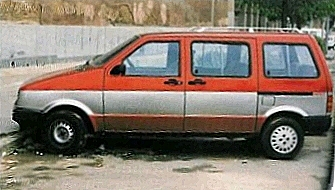
Vista lateral del Emelba 7.

El Emelba 7 era una versión monovolumen del SEAT Ibiza, diseñada por la empresa carrocera Emelba. Originalmente, este proyecto había sido llamado « LB ». Fue presentado en 1985 en el Salón Expoocio. Usaba la plataforma del Ibiza alargada 30 cm. El ballestón trasero estaba reforzado. También usaba sus motores, uno de diésel y otro de gasolina. Curiosamente, el motor de gasolina era más eficiente y económico que el diésel, consumía menos, costaba menos, tenía más caballos y le permitía alcanzar los 160 km / hora. Los asientos traseros eran desmontables y plegables para darles la configuración adecuada. Los asientos delanteros eran giratorios. Para aligerar pesos, la carrocería era de fibra y compartía algún componente exterior con el Ibiza, como los faros, parrilla, etc. Algunas características de serie eran: pintura metalizada monocolor o bicolor, reposacabezas delanteros, limpia luneta posterior, faros halógenos, cinco velocidades, cristales tintados, pre - instalación de radio y aire acondicionado delantero.
- Nanjing Automobile Corporation / Soyat

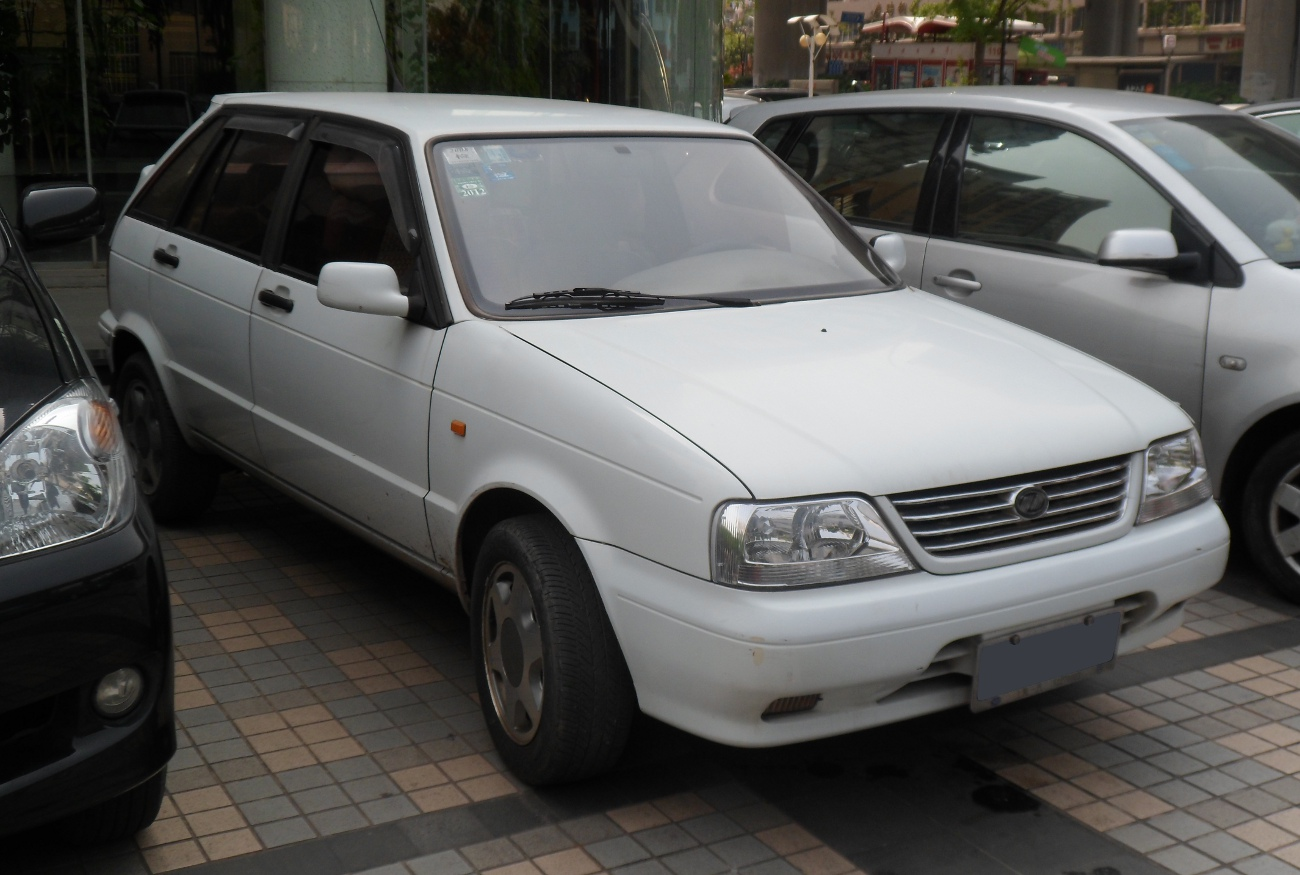
Soyat Encore.

Al final de su vida europea, la planta de la Zona Franca de Barcelona se desmanteló y la maquinaria de montaje junto con la licencia correspondiente de la primera generación del Ibiza fue adquirida por el grupo Nanjing Automobile Corporation y Malasian Lyon Group en 1999, y se empezaría a montar en Irán y posteriormente en China, con pequeñas actualizaciones y modificaciones con el nombre de NJ6400GHR o Nanjing Yuejin Eagle. En el año 2003 se produjo un pequeño rediseño, renombrando al modelo comercializado como NJ7150 o Nanjing Yuejin Soyat, y en 2007 sufriría un segundo restyling algo más profundo. Exclusivamente, Najining también desarrollaría una carrocería variante furgoneta denominada Nanjing Unique, la cual su caja tenía ciertos rasgos de la SEAT Inca pero con la carrocería del Ibiza I en vez de en el Ibiza II.

### Competición
- Grupo B (Copa) 1986

Equipaba un 1.5 sobre la base del GLX, siendo el modelo del grupo B de competición. La Copa Ibiza tuvo un gran éxito, y continuó en otras generaciones del modelo.
- Bimotor ( 1987 / 1988 )

Empleaba dos motores, dos cajas de cambios y dos embragues.
El SEAT Ibiza Mk1 participó en varios eventos de rally y formó la base sobre la que se organizó el Campeonato SEAT Ibiza de Rallies por la división SEAT Sport en 1985. Sin embargo su versión de rally más destacada ha sido el Ibiza Bimotor de tracción total, fabricado en 1986 y equipado con dos motores, cada uno de los cuales entregaba su potencia a un eje.

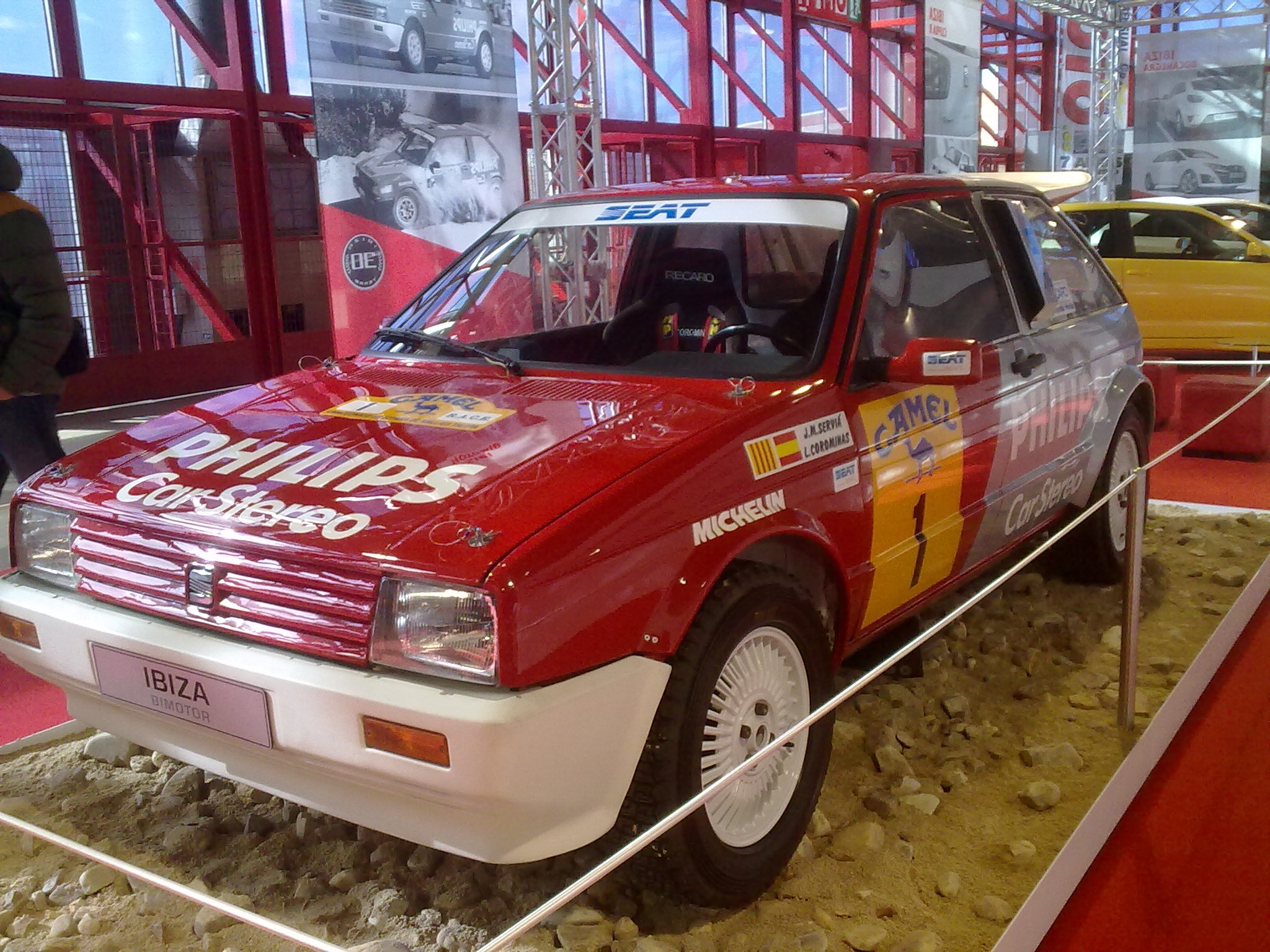
Vista frontal del Ibiza Bimotor.
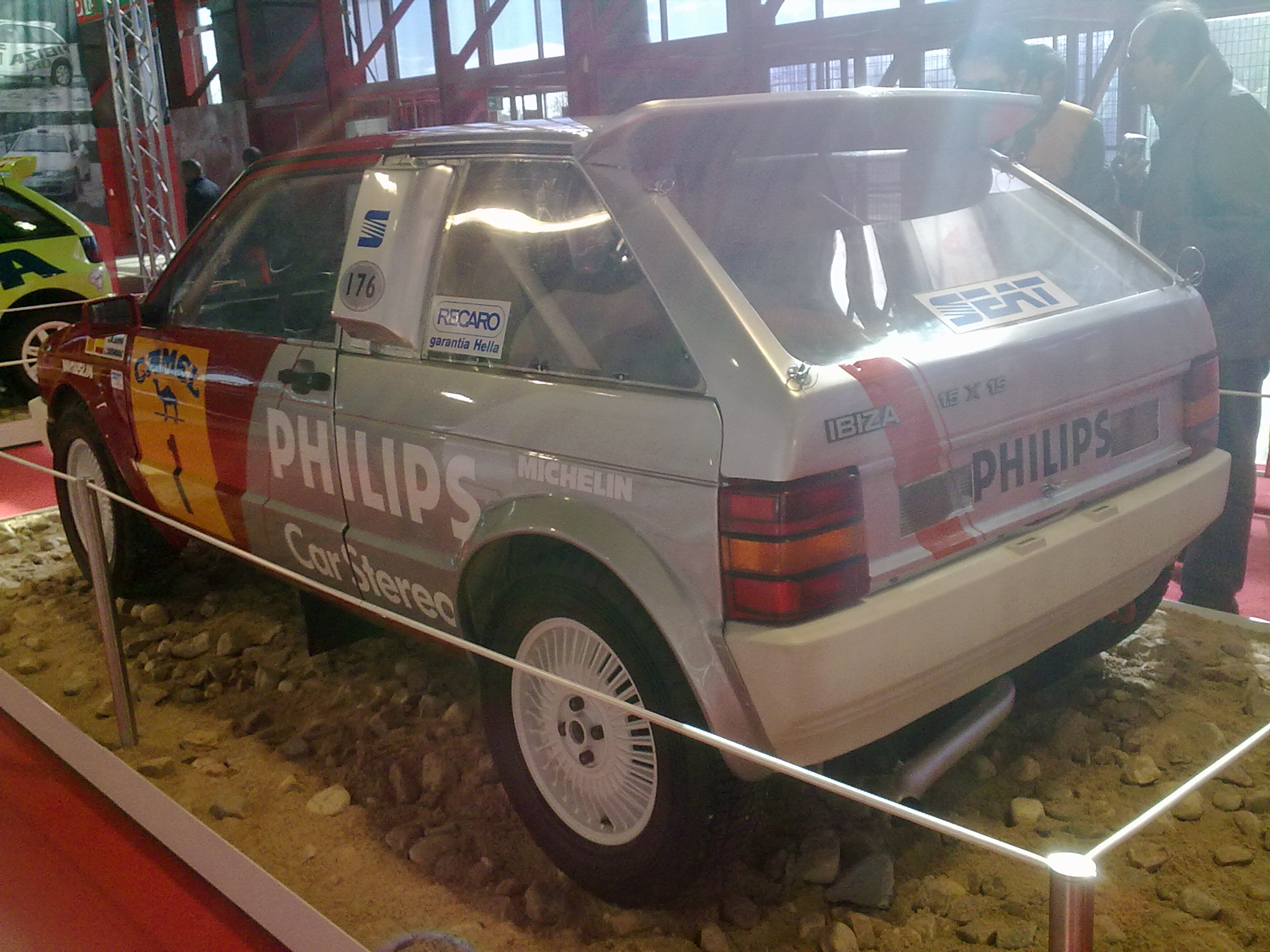
Vista trasera del Ibiza Bimotor.